# Aymeric Nicault
Aymeric Rico Nicault (Saint-Denis, 1º ottobre 1995) è un ex giocatore di football americano francese, che ha giocato come wide receiver e runningback.
Dopo aver giocato per 10 anni a pallacanestro si è unito alla squadra universitaria degli Aix-Marseille Université Outlaws, per poi trasferirsi nel massimo campionato francese agli Argonautes d'Aix-en-Provence; nel 2019 è passato ai Wasa Royals, mentre l'anno successivo ha firmato con i tedeschi Potsdam Royals. Nel 2022 è stato nel roster dei Rhein Fire senza però registrare presenze e successivamente in quello degli Helsinki Roosters; nel 2023 ha giocato nei Prague Lions, per poi passare ai Paris Musketeers nel corso della stessa stagione.
Nel 2018 ha vinto il campionato europeo con la nazionale francese.

## Palmarès
- 1 Europeo (2018)